# Palais épiscopal de Cordoue
Le palais épiscopal de Cordoue (Palacio Episcopal de Córdoba) est un bâtiment de style Renaissance situé dans le centre historique de Cordoue, dans la communauté autonome d'Andalousie, en Espagne. Il fait face à la façade occidentale de la mosquée-cathédrale. Tout comme l'ensemble du centre historique de la ville, ce bâtiment a été déclaré au Patrimoine mondial de l'humanité par l'UNESCO en 1994.

## Histoire
Le palais épiscopal a été construit sur l'emplacement de l'ancien alcázar califal, dont il ne reste que les bains califaux (situés sur le Campo santo de los Mártires) et la muraille qui délimitait l'enceinte, dont les tourelles ont été incorporées à la façade actuelle du bâtiment Renaissance.
Après la Reconquête chrétienne en 1236, le roi Ferdinand III donna le bâtiment à Lope de Fitero, le nouvel évêque de Cordoue. Depuis, le palais est le siège de l'évêché de Cordoue. Au milieu des années 1980, une partie du bâtiment devient le Musée diocésain (Museo Diocesano).
La première transformation importante du palais a lieu au XVe siècle avec la construction d'une église gothique ogivale. En 1745, le bâtiment est ravagé par un grand incendie qui fit qu'au cours de ce siècle et du suivant on ajouta au bâtiment plusieurs autres dépendances, comme la façade située sur le Campo de los Santos Mártires, qui date du XVIIe siècle, et le patio du XVIIIe siècle.

## Le Musée diocésain de Cordoue
Le Musée diocésain de Cordoue a été inauguré en 1989 et occupe le deuxième étage du palais épiscopal. Ce musée rassemble une grande partie du patrimoine artistique de l'église de Cordoue, avec une collection incluant des peintures, des tapisseries et des sculptures datant du Moyen âge jusqu'à l'époque présente. Dans le patio principal sont exposées des sculptures zoomorphes, dont l'éléphant provenant de la Fuente del Elefante (Source de l'Éléphant) qui remonte à l'époque califale (Xe – XIe siècles).